# Ряшів-Головний
Ря́шів-Головни́й (спольщений варіант — Жешув-Головний, пол. Rzeszów Główny) — пасажирська і вантажна залізнична станція в місті Ряшів, в Підкарпатському воєводстві Польщі. Має 4 пасажирські платформи і 9 колій. Вокзал станції пропускає 5 тис. пасажирів на день.

## Історія
Станція була побудована під назвою «Ряшів» (пол. Rzeszów) на лінії Галицької залізниці імені Карла Людвіга (Краків — Тарнів — Ряшів — Перемишль — Львів — Красне — Тернопіль — Підволочиськ) в 1860 році, коли Перемишль був у складі Королівства Галичини та Володимирії.
1890 року стала вузловою станцією після приєднання лінії з Ясла.
Під час Другої світової війни залізничний вокзал знищили нацисти. Нове приміщення побудували у 1945 році. Зовні дуже нагадує радянську архітектуру.

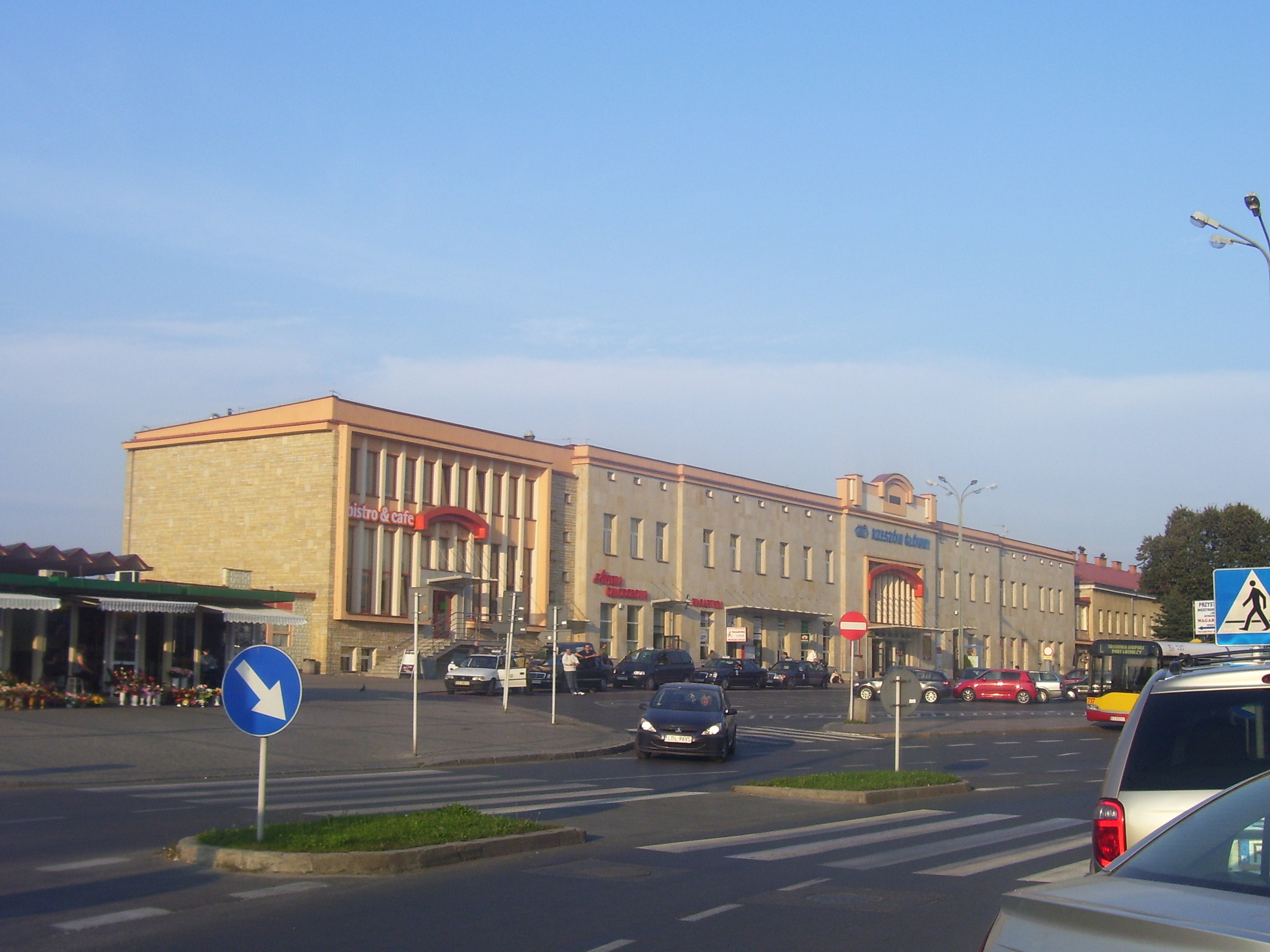
Вигляд з Середмістя на привокзальну площу і будинок вокзалу
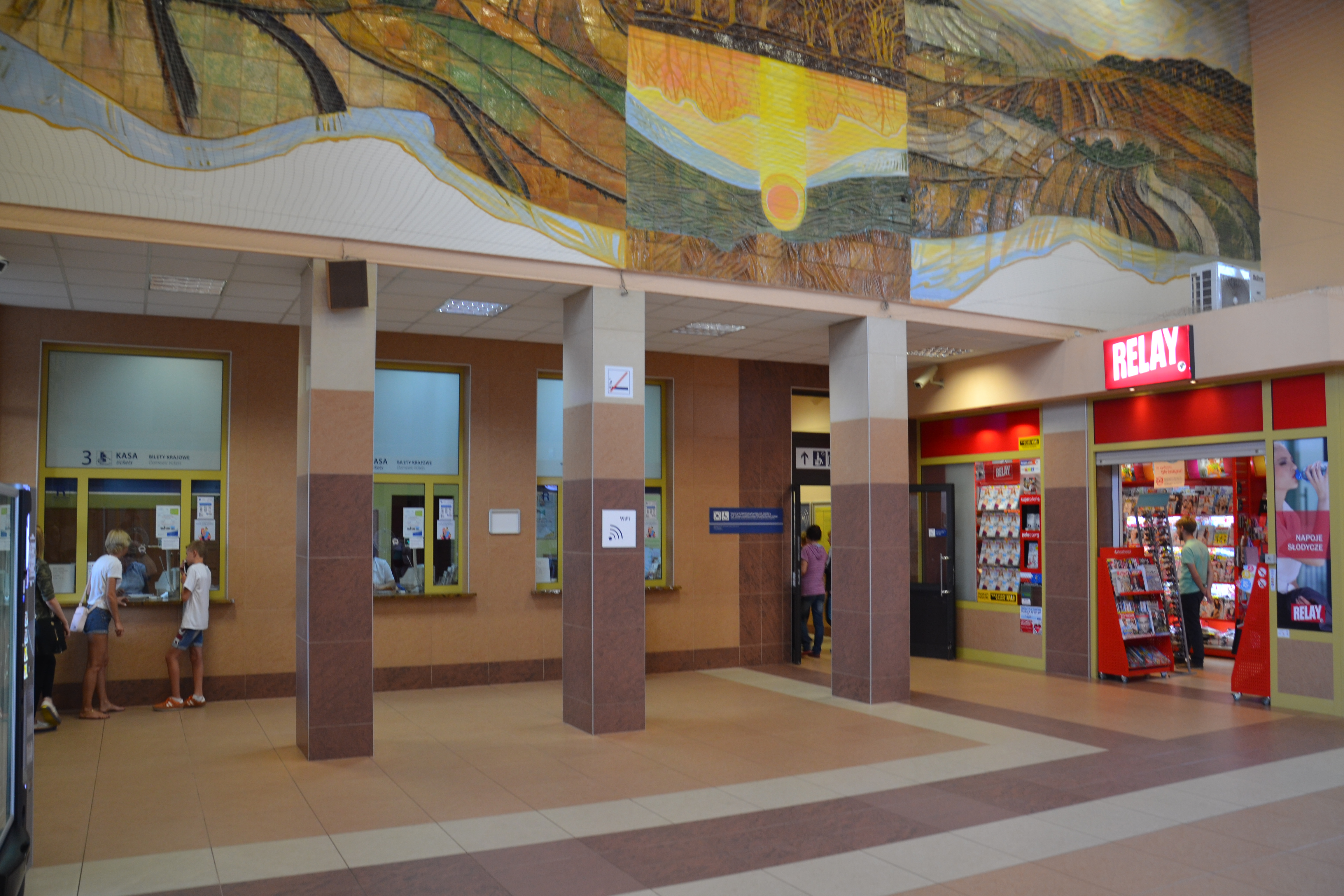
Всередині вокзалу
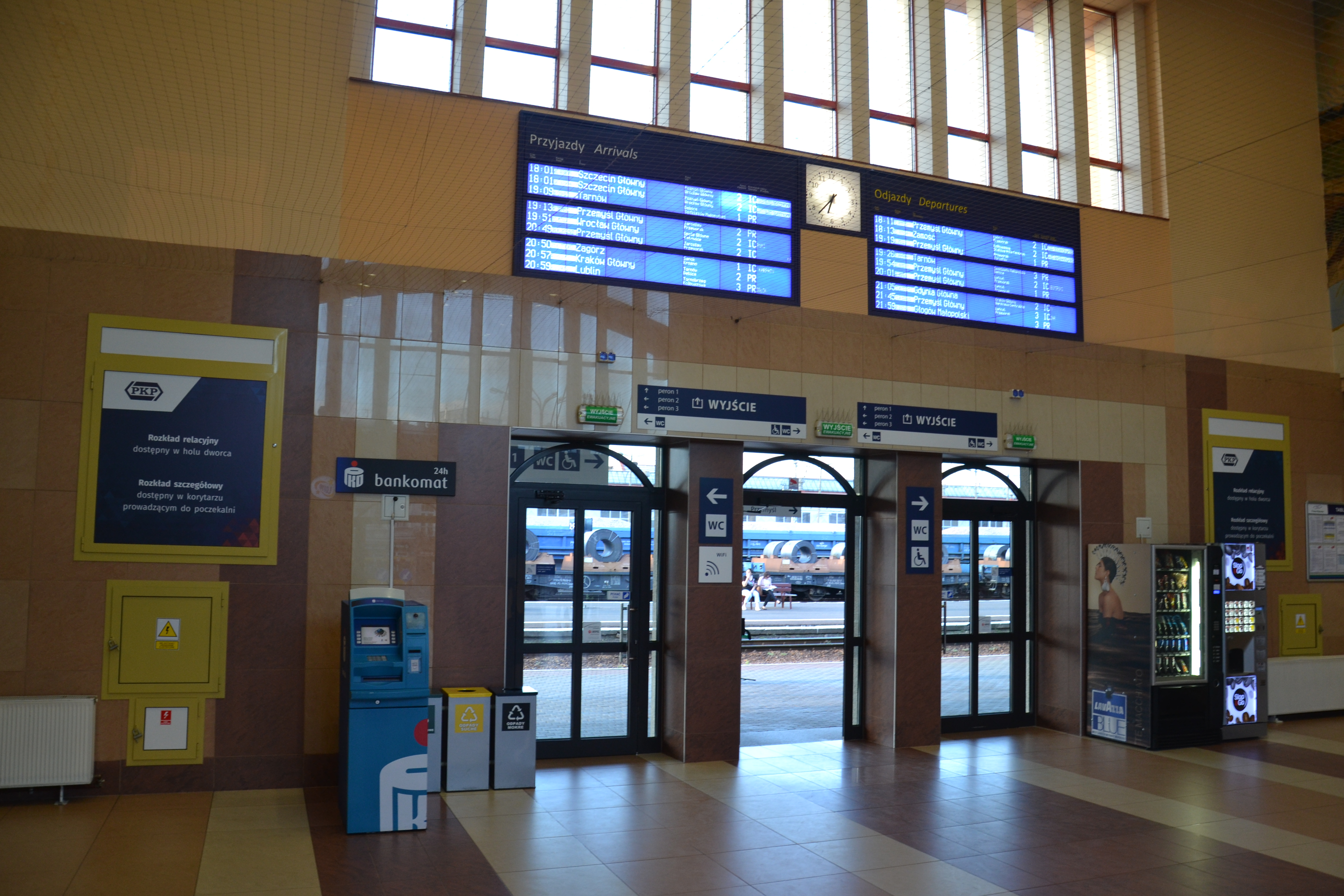
Вихід на перони
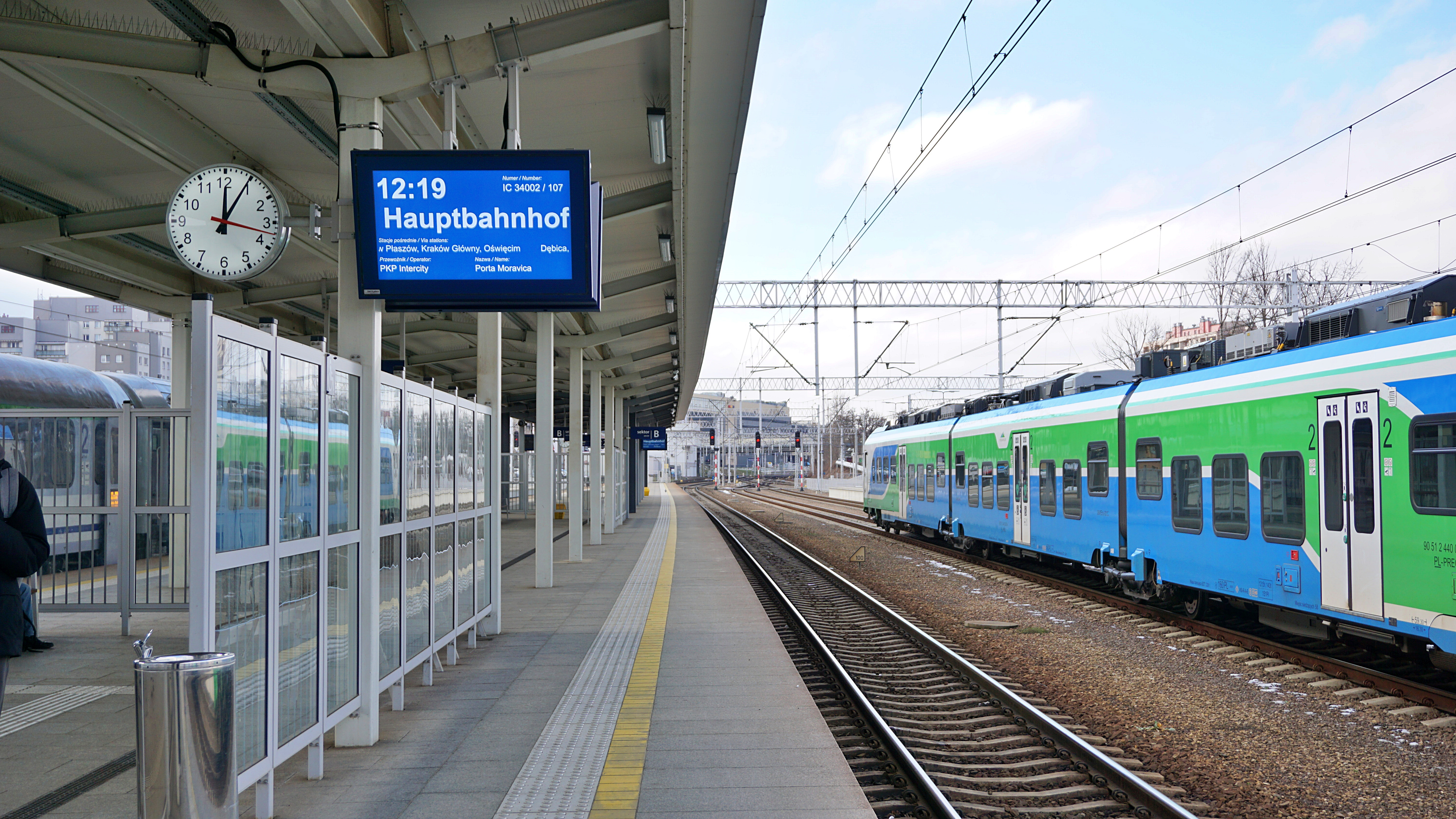
Платформа 2, напрям Тарнів

З 14 грудня 2008 року станція має теперішню назву. У 2018 році розпочалась реконструкція станції.

## Пасажирське сполучення
Міжнародне сполучення з Україною:
- Двогрупний нічний поїзд Львів — Вроцлав/Варшава, що зупиняється в Ряшеві.
- З 23 грудня 2016 року курсує швидкісний електропоїзд Інтерсіті+ складом HRCS2 за маршрутом Київ — Львів  — Перемишль (через Святошин, Коростень, Підзамче, Львів). Час в дорозі складає близько 7 годин[1]. На станції Перемишль можна пересісти на польський поїзд до Ряшова.

Безпересадкове далеке сполучення:
Краків, Варшава, Ченстохова, Ополе, Вроцлав, Люблін, Щецин, Кутно, Гданськ, Колобжег, Торунь, Стальова Воля, Старгард, Зелена Гура, Єленя-Ґура, Свіноуйсьце, Познань, Бидгощ тощо.
Курсує також високошвидкісний поїзд Пендоліно до Варшави.
Приміське сполучення:
- Ряшів — Перемишль (12 пар)
- Ряшів — Перемишль — Медика (з 10.12.2017 офіційно значаться в графіку як прямий поїзд з Ряшева до Медики)
- Ряшів — Тарнів — Краків (близько 10 пар).
- Ряшів — Стальова Воля
- Ряшів — Ясло — Загір'я
- Ряшів — Горинець через Ярослав
- Ряшів — Краків — Катовиці (2 пари)
- Ряшів — Краків — Катовиці — Рибник (1 пара)

## Перехід через колії
Надземний і підземний.

## Громадський транспорт
- Перед вокзалом автобусна зупинка автобусів № 0, 3, 33, 39, 44 та автобуса «Л» в аеропорт «Ряшів-Ясьонка».
- за 200 метрів автовокзал.

## Галерея

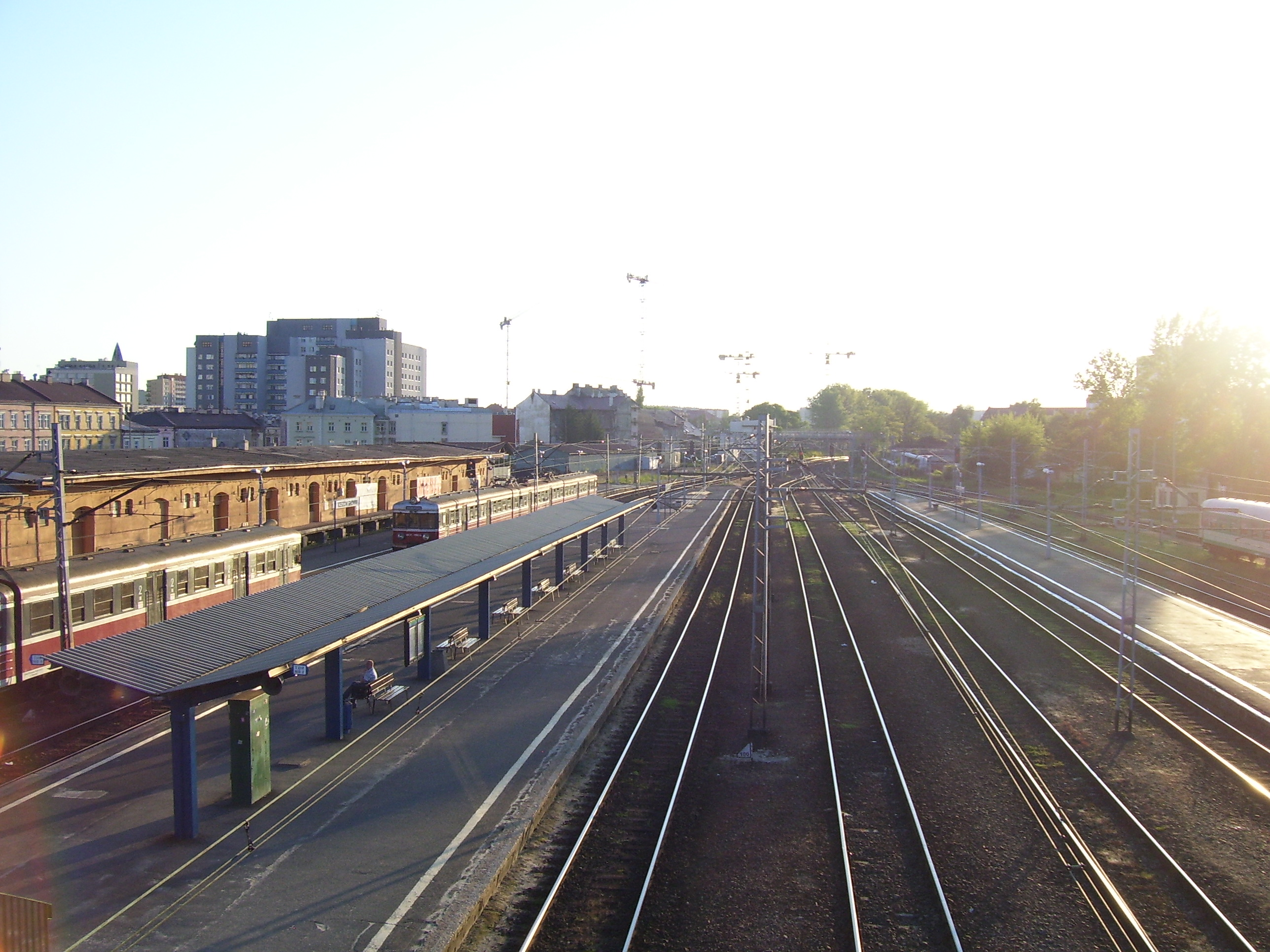
Вигляд з мосту в бік Кракова
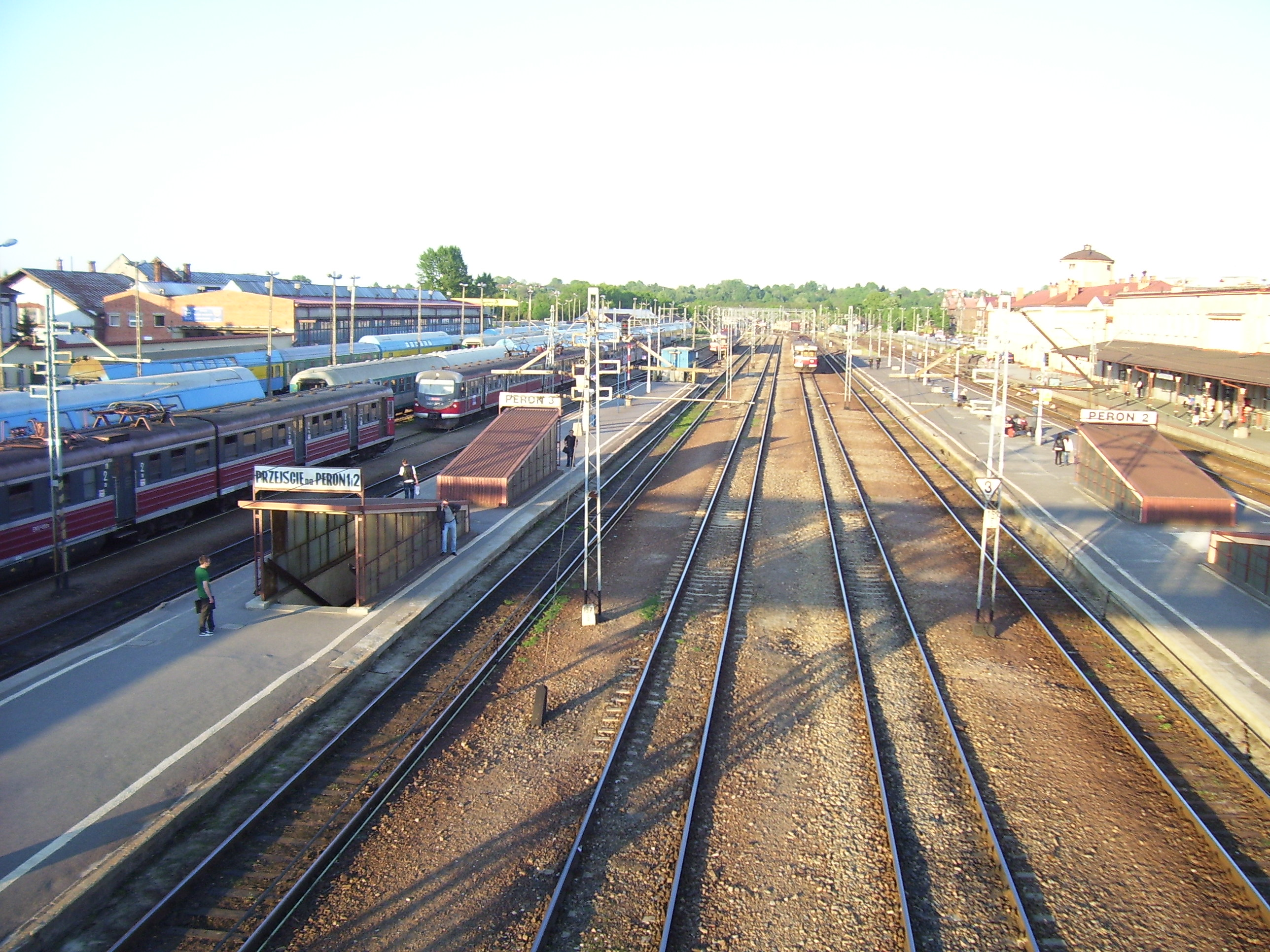
Вигляд з мосту в бік Перемишля
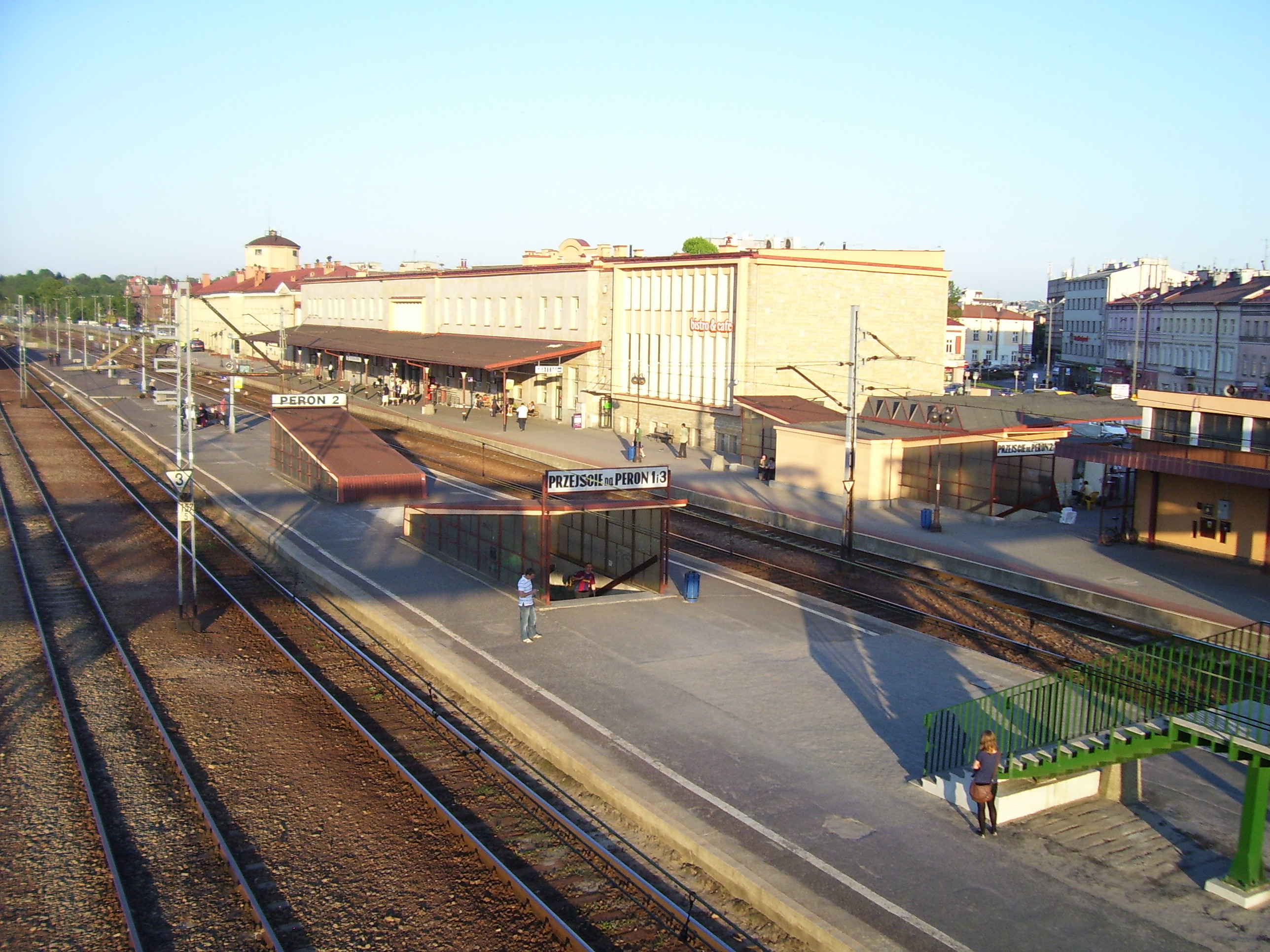
Вигляд з мосту на платформи станції
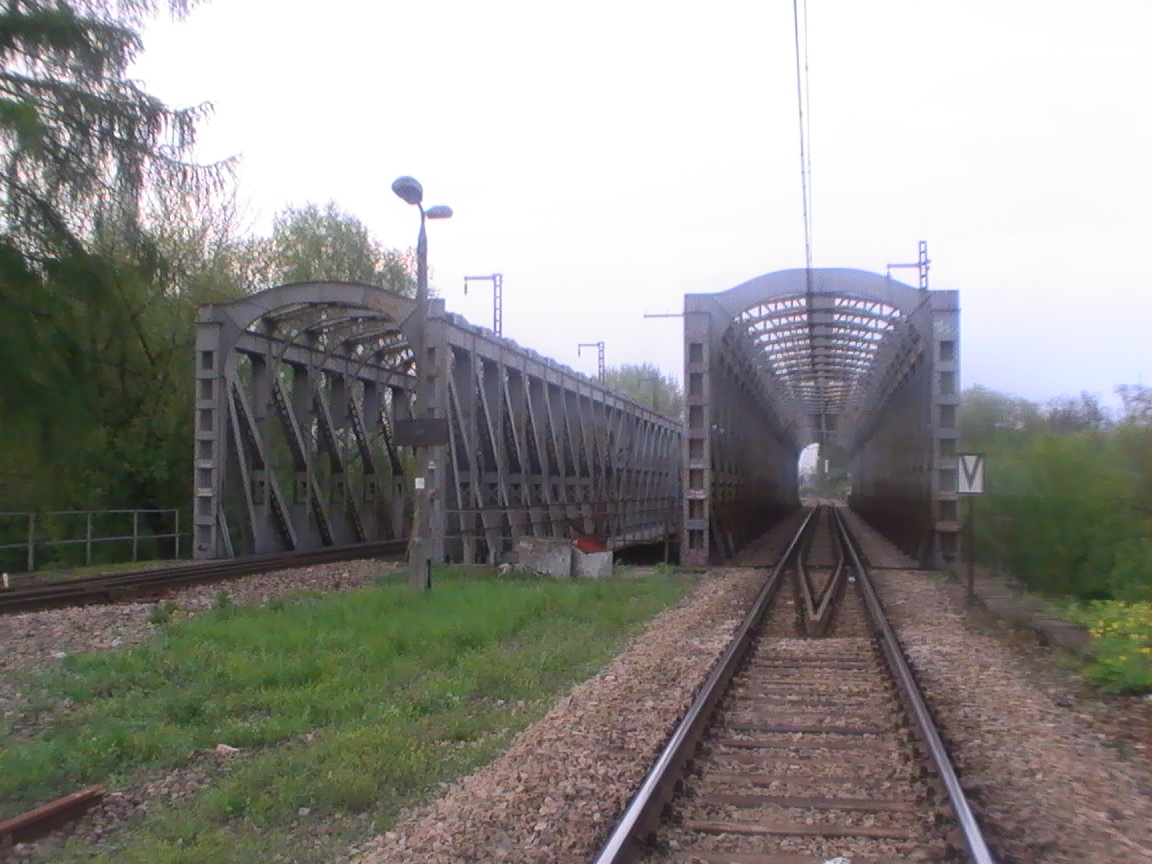
Залізничний міст через річку Віслок біля станції